# Taixir
Taixir (Taŝir, sovont transliterat com Taxhir) fou el nom d'una antiga regió d'Armènia.

## Taixir com a part de Gogarene
Vers el segle v el nom s'aplicava a tot el territori fronterer del Gugarq o Gogarene, un territori georgià (iber) políticament i governat per una dinastia d'origen mihrànida dirigida per un bdeashkh, llatinitzat vitaxe, equivalent a marquès, però de població armènia. El Taixir i l'Aixots eren també aleshores de població gogarena armènia. Els perses tenien especial interès a mantenir la lleialtat del territori. A la meitat del segle v, dos territoris gogarens, el Taixir i l'Aixots van esdevenir principats separats, segurament a mans de línies secundàries mihrànides. El Taixir ocupava la part oriental del vitaxat i principat de Gogarene. Un nakharar local, de nom Vren, de la família Taixiratsi (segurament Mihrànida), apareix a la rebel·lió nacional del 451. El Taixir es va reincorporar a la Gogarene el segle vii mentre que l'Aixots va seguir el mateix camí al segle viii.
Com a prínceps de Taixir, Koriwn esmenta a Ašuša, que fou l'amfitrió de Sant Mesrop (Maštoc), inventor de l'alfabet armeni, després del segon viatge a Constantinoble, és a dir, prop del 430. En relatar aquests esdeveniments, Moisès de Khorèn parla d'Ašuša, Vitaxe de Gogarene, que va rebre a Mesrop al cantó de Tašir, en el seu principat; Peeters pensa que com que Koriwn no es podria haver equivocat en qüestions de nomenclatura, el seu "Príncep de Tašir" ha de ser diferent del vitaxe. No obstant A[r]šuša" era un nom típic dels vitaxes Mihrànides i el fet que Moisès de Khorèn qualifica en un altre lloc el Tašir com a "sephakanut'iwn" sembla que indica que, fins a l'època de Lazarus, quan un Príncep de Tašir apareix simultàniament amb una vitaxe, i el príncep es troba entre els prínceps d'Armènia, mentre que el vitaxe es compta entre els dignataris d'Ibèria, Tašir pertanyia al Vitaxat. El terme sephakanut'iwn designava un sepuh o cadet d'una dinastia de prínceps (La significació actual del terme és "propietat"; Markwart en la seva Genealogie, interpreta sephakan com a "alodial" en lloc de "patrimonial"). Molt probablement, per tant, pertanyia al Vitaxat com patrimoni exclusiu hereditari del sepuh. En aquest sentit, Peeters podria tenir raó: Aršuša de Tašir pot haver aconseguit el Vitaxat després de la visita de Mesrop; i Moisès de Khorèn al anomenar-lo Vitaxe podria haver estat simplement projectant el títol posterior.
Els prínceps d'Ašots es troben a Lazarus i a Moisès de Khorèn: Tačat, príncep gušàrida d'Ašots, en el moment de la conversió d'Armènia (vers 350); Hmayeak, príncep d'Ašots, en el moment de l'abolició de la monarquia armènia, el 428). La referència a Tačat d'Ašots de Moisès de Khorèn, mostraria que en un temps hi va haver una línia Gušarida a Ašots i no pas que la casa de prínceps del segle V era Gušarida; sobre Hmayeak indica que la separació d'Ašots de la Gogarene va tenir lloc abans que la de Tašir. Que una casa de tanta importància com la d'Ašots hagués estat deixada sense esmentar per Faust, és impensable; Per tant, s'ha de suposar que no hi va haver una continuïtat dinàstica entre Tačat i Hmayeak.

## Taixir Bagràtida
A l'extinció de la dinastia de Gogarene a finals dels segle viii, el poder va passar en part als bagràtides que també van heretar la Calarzene (Klardjètia) dels guaràmides el 786, on es van establir com a curopalates romans. El 875 els bagràtides dominaven la part occidental del Gugarq o Gogarene dins del seu curopalatinat de la Klardjètia i Taik, y el nom de Gogarene restava aplicat principalment a la part central i oriental armènies fins al Dzoropor i el principat de Gardman.
El 909 Yússuf as-Sají emir sàjida de l'Azerbaidjan va envair Armènia i el rei Simbaci I el màrtir es va refugiar a la fortalesa d'Odsun, al Taixir (sud-est de Lorí) i Iússuf no el va poder capturar.

## Taixir forma el regne de Taixir o de Lorí
- Vegeu: Reis korikain de Lorí

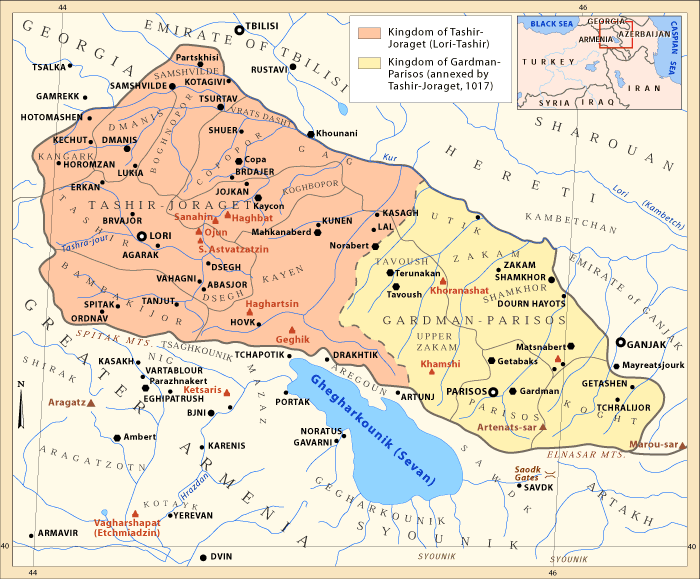
El regne de Taixir o de Lorí a l'inici del

Vers el 972 o poc després el rei Asoci III el Misericordiós va cedir al seu fill Gurguèn (georgià Kurike) el feu de Taixir amb Lorí com a capital (incloent el Tzoroget, el país del Sevordiq i els districtes de Kaien, Kaidzon, Khorkhoruniq i Bazkert, territoris anomenats pels georgians Somkhètia). El 982 va prendre el títol reial (Thagavor = rei). Aquesta dinastia fou anomenada sovint reis de Taixir (foren els reis korikain de Lorí i també reis dels Aluanqs o Aghuans i reis de Tzoroget) i dinastia Kurikain (pel primer rei Kurike I o Ciríac I; el nom equival a Kurikènida o Gurgènida o Ciriàquida) i va durar del 982 fins a la meitat del segle xiii. Gurguèn/Kurike va morir vers el 989 i el va succeir el seu fill David I Anhelin (989-1048) que fou el rei més destacat (va governar amb el seu germa Simbaci I); va conquerir territoris als emirs de Tblisi i de Gandja i va traslladar la seva capital a Samshwilde; quan va intentar trencar la lleialtat al seu parent el rei bagràtida d'Aní, Gaguik I, aquest el va derrotar i li va confiscar el regne per lo que fou conegut con Anhelin (Sense Terra) però finalment va recuperar el Taixir. A la seva mort el va succeir el seu fill Kiurike II (Gurguèn II) que va rebre el títol de curopalata el 1064 i va governar fins al 1089 junt amb el seu nebot Simbaci II. El següent rei fou el seu fill David II, que va governar amb el seu germà Abbas I, ja sense la força dels seus predecessors, i que davant els perill dels seljúcides va haver de traslladar la capital a Matznaberd el 1111; va governar com a malik fins al 1118 i el va succeir el seu fill Kiurike III (vers 1118-1145), com senyor local ara dins de l'anomenada Armènia zacàrida, i després va governar el fill d'aquest, Abbas II (vers 1145-1192). A la mort d'Abbas II la seva germana Borin va posar al tron com a malik al fill (bastard) del difunt, Agsartan (1192-1236) que fou el pare del seu associat i successor, Kiurike IV (vers 1232-1236). El seu fill Pahlavan el va succeir (1236-1254); a la seva mort el seu germà Taki al-Din fou el darrer malik de Matsnaberd (1256-1259).
Amb els mongols i l'establiment de nòmades a la regió el regne va desaparèixer i també el nom de Taixir.